# Peggy's Pride (manzana)
Peggy's Pride es una  variedad cultivar de manzano (Malus domestica).
Variedad de manzana híbrido procedente del cruce Allington Pippin x Golden Spire. Criado en Eynsham, Oxford, Inglaterra por F.W. Wastie. Recibido por "National Fruit Trials" en 1944. Las frutas son crujientes y jugosas.

## Historia
'Peggy's Pride' es una variedad de manzana híbrido procedente del cruce como Parental-Madre de Allington Pippin y como Parental-Padre el polen procede de Golden Spire. Esta fue una de las 14 variedades desarrolladas por el criador de manzanas Frederick William Wastie (1857-1937) en Eynsham, Oxford, Inglaterra (Reino Unido). Recibido por el "National Fruit Trials" en 1944.
'Peggy's Pride' se cultiva en la National Fruit Collection con el número de accesión: 1945-054 y Accession name: Peggy's Pride.

## Características
'Peggy's Pride' es un árbol portador de espuelas, con porte esparcido compacto y vertical. Tiene un tiempo de floración que comienza a partir del 3 de mayo con el 10% de floración, para el 8 de mayo tiene una floración completa (80%), y para el 14 de mayo tiene un 90% de caída de pétalos.
'Peggy's Pride' tiene una talla de fruto grande; forma oblonga, altura 68.26mm y anchura 71.86mm; con nervaduras débiles; epidermis con color de fondo amarillo pálido, importancia del sobre color bajo, con color del sobre color naranja, con sobre color patrón manchas presentando manchas de lavado verde anaranjado enrojecido en la cara expuesta al sol, "russeting" (pardeamiento áspero superficial que presentan algunas variedades) muy bajo; cáliz moderadamente grande y parcialmente abierto, ubicado en una cuenca ancha y algo poco profunda y arrugada; pedúnculo muy largo y delgado, colocado en una cavidad profunda y algo estrecha, ligeramente cubierto de "russeting"; carne de color crema, y  crujiente. Sabor jugoso y suave.
Su tiempo de recogida de cosecha se inicia a mediados de septiembre. Se conserva bien durante dos meses en cámara frigorífica.

## Usos
Hace una muy buena manzana fresca de mesa.

## Ploidismo
Diploide, parcialmente auto estéril. Es necesaria una polinización con variedades del Grupo de polinización: C, Día 8.